# Clusia fragrans
Clusia fragrans är en tvåhjärtbladig växtart som beskrevs av Gardn.. Clusia fragrans ingår i släktet Clusia och familjen Clusiaceae. Inga underarter finns listade i Catalogue of Life.